# Maurice Methot
Pour les articles homonymes, voir Méthot.
Maurice Methot, né le 23 janvier 1938 à Fort-Rousset et mort le 3 mars 2019 à Jossigny, est un homme politique centrafricain. 
Alors que sous le régime à parti unique du Président Kolingba, la constitution du 28 novembre 1986, restaure l’Assemblée nationale centrafricaine après 21 ans d’interruption. Maurice Methot est élu député RDC de la Basse-Kotto lors des élections législatives du 31 juillet 1987,  il préside l’Assemblée Nationale centrafricaine de 1987 à 1989.